# Sydhavets glemte folk
|  | Denne artikel er oprettet af botten PalnaBot ud fra en ekstern database. Den kan derfor have sproglige fejl eller mangler. Denne skabelon kan fjernes efter kontrol af indholdet. |

Sydhavets glemte folk er en dokumentarfilm fra 1963 instrueret af Jens Bjerre.

## Handling
Filmen viser hvordan Jens Bjerre møder den hidtil ukendte Kutubu stamme i Papuas bjerge i den sydøstlige del af Ny Guniea.